# 休斯島
休斯島（英語：Hughes Island），是南極洲的島嶼，位於維多利亞地的彭內爾海岸，屬於萊爾群島的一部分，美國地質調查局根據測量和美國海軍拍攝的空中照片繪入地圖，現時由南極條約體系管理。